# Gneu Calpurni Pisó (cònsol 7 aC)
Gneu Calpurni Pisó (en llatí Cnaeus Calpurni Cn. F. Cn. N. Piso) (ca. 44 aC/43 aC - 20 dC) va ser un magistrat romà. Era fill de Gneu Calpurni Pisó (cònsol 23 aC) (Cnaeus Calpurnius Cn. F. Cn. N. Piso), i va heretar tot l'orgull i l'actitud altiva del seu pare. Formava part de la gens Calpúrnia, una antiga i important família romana d'origen plebeu.
Va ser cònsol l'any 7 aC juntament amb Tiberi, el futur emperador, i August el va enviar a Hispània com a llegat, on es va fer odiós per la seva crueltat i avarícia.
Tiberi des que va pujar al poder estava gelós del seu nebot Germànic Cèsar, al qual havia adoptat i que era molt popular a l'exèrcit i entre el poble. Quan l'any 18 es van assignar les províncies orientals a Germànic, Tiberi va escollir llavors Pisó com a instrument per vigilar-lo. Pisó era a Síria com a governador i se sospita que Tiberi li va donar instruccions secretes. Per la seva banda la seva muller Plancina també va rebre indicacions de Lívia Drusil·la, la mare de Tiberi, per anul·lar Agripina Major. Pisó va aconseguir oposar-se a totes les mesures de Germànic i Plancina va fer el mateix amb Agripina. Quan Germànic va retornar d'Egipte es va trobar que les seves ordres no havien estat obeïdes i es va produir un altercat entre Pisó i Germànic. Germànic li va ordenar sortir de Síria i va nomenar Gneu Senti Saturní al seu lloc (dos governadors interins van exercir fins que va arribar).
Quan poc després va morir Germànic (19), es va sospitar que havia estat enverinat per Pisó i Plancina. Pisó va intentar recuperar el govern però els soldats no el van obeir i finalment va tornar a Roma l'any 20 on va ser rebut pel poble amb marcada hostilitat. No se sap si realment Pisó va enverinar Germànic, Tàcit admet que no hi havia proves suficients per determinar si ho havia fet. Tiberi, davant la pressió popular, va haver d'ordenar una investigació senatorial, però abans d'acabar-se Pisó es va suïcidar, segons uns per la manca de suport de Tiberi, i segons d'altres per ordre d'aquest mateix, que temia que revelés el seu odi contra Germànic. Lívia va assegurar l'absolució de Plancina. Dos fills, Gneu i Marc, acusats pel senat com a còmplices, van ser perdonats per Tiberi.